# Simon Kofe
Simon Kofe   (Funafuti, p. 1984) és un polític de Tuvalu.
Va ser nomenat ministre de Justícia, Comunicació i Afers exteriors, en el gabinet de Kausea Natano després de les eleccions generals de Tuvalu de 2019. Durant la conferència de les Nacions Unides sobre el Canvi Climàtic de 2021, Kofe es va fer viral per les seves xarxes després d'haver-hi fet la seva intervenció telemàticament, en la que hi apareix amb vestit amb corbata enmig de la mar amb l’aigua fins als genolls per alertar sobre les conseqüències de la pujada del nivell.